# زند استودیو
زِند استودیو (به لاتین: Zend Studio) یک محیط یکپارچه توسعه نرم‌افزار (IDE) تجاری و اختصاصی برای پی‌اچ‌پی توسعه داده شده بدست زند تکنولوجیز (Zend Technologies) بر پایه افزونهٔ ابزارهای توسعه پی‌اچ‌پی (PDT) برای سکوی اکلیپس (پروژه PDT توسط زند رهبری می‌شود).

## ویژگی‌ها
پشتیبانی از Apigility
تا کردن کد (Code folding)
کد و پروژه‌های آماده
ادغام Zend_Tool چارچوب زند
پشتیبانی از سیمفونی ۲
نمایش مدل-نما-کنترل‌گر
بازسازی کد در محل (تغییرنام هوشمند)
پشتیبانی از توسعه نمای تلفن‌همراه هوشمند به صورت دیداری
تجزیه و تحلیل معنایی کد و تعمیر سریع (در صورت نیاز)
پشتیبانی از پی‌اچ‌پی ۴ و ۵.x و۷٫۱
علامت گذاری پیش‌آمدهای عناصر زبان، مسیر خروجی و مستلزمات.
قابلیت تغییر نام کلاس‌ها، توابع، متغییرها
پشتیبانی از دوجو
پشتیبانی از jsDoc
اشکال زدایی پی‌اچ‌پی (سرور/محلی(Localhost) و با مرورگر از طریق افزونهٔ فایرفاکس)
شناسایی خودکار یک سرور محلی زند
نمایش سرورها
فهرست رویدادهای سرور زند
وارد کردن و اشکال‌زدایی رویدادهای سرور زند
ساخت آسان پروژه بر روی سرور زند (Zend Server)
مکانیزم سریع و چابک اشکال‌زدایی در سرور
اِی‌پی‌آی زند سرور
ادغام با phpDocumentor
پشتیبانی از Connector Atlassian از طریق افزونه اکلیپس (Jira, Bamboo, FishEye, Crucible)
پشتیبانی از Git, Subversion, CVS و Perforce (با افزونه اکلیپس)
توسعه با اف‌تی‌پی، اس‌اف‌تی‌پی و اف‌تی‌پی بر روی اس‌اس‌اچ
نمایش پایگاه داده برای مای‌اس‌کیوال، مایکروسافت اس‌کیوال سرور، اوراکل، پستگرس‌کیوال، اس‌کیوال لایت و…
مرورگر پروژه/فایل
پشتیبانی از خدمات وب
وارد کردن پروژه‌های زند استودیو ۵٫۵
پشتیبانی از پروژه‌های از راه دور (بر روی سرور)